# Monts de Touadach
Les monts de Touadach (en russe : Туадаш Тундры, Touadach Toundry) sont une chaîne de montagnes qui s'étend dans l'oblast de Mourmansk, en Russie lapone. Le massif se situe dans l'ouest de la péninsule. Il est allongé dans la direction méridionale, et son point culminant est le mont Tchiltad avec 907 mètres d'altitude. 